# Superliga de Malasia 2025-26
La temporada 2025-26 de la Superliga de Malasia es la 22.ª temporada de la máxima categoría del fútbol en Malasia desde 2004. Comenzó el 8 de agosto de 2025 y finalizará el 16 de mayo de 2026.
El Johor Darul Takzim es el campeón defensor.

## Equipos
La liga es disputada por 13 equipos, incluyendo diez de la temporada anterior, dos ascendidos de la Malaysia A1 Semi-Pro League, Melaka FC e Immigration FC, además de un club invitado, el DPMM FC de Brunéi, que anteriormente competía en la Liga Premier de Singapur. Por otro lado, el Sri Pahang se retiró de la liga. Mientras que los clubes Kedah y Perak fueron expulsados de la liga por dificultades financieras. Además, el Kelantan Darul Naim FC, se convirtió en Kelantan The Real Warriors.
| Equipo                     | Entrenador           | Ciudad              | Estadio                    | Capacidad |
| -------------------------- | -------------------- | ------------------- | -------------------------- | --------- |
| DPMM FC                    | Jamie McAllister     | Bandar Seri Begawan | Sultán Hassanal Bolkiah    | 30 000    |
| Immigration                | Yusri Che Lah        | Putrajaya           | Penang State               | 40 000    |
| Johor Darul Takzim         | Xisco Muñoz          | Iskandar Puteri     | Sultan Ibrahim             | 40 000    |
| Kelantan The Real Warriors | Elavarasan Elangowan | Kota Bharu          | Sultán Mohammad IV         | 22 000    |
| Kuala Lumpur City          | Risto Vidaković      | Cheras              | Kuala Lumpur               | 18 000    |
| Kuching City               | Aidil Sharin Sahak   | Kuching             | Sarawak                    | 40 000    |
| Melaka                     | Devan Kuppusamy      | Malaca              | Hang Jebat                 | 40 000    |
| Negeri Sembilan            | Nidzam Jamil         | Seremban            | Tuanku Abdul Rahman        | 45 000    |
| PDRM FA                    | Eddy Gapil           | Selayang            | Selayang                   | 16 000    |
| Penang                     | Wan Rohaimi          | George Town         | City Stadium               | 20 000    |
| Sabah                      | Martin Stano         | Kota Kinabalu       | Estadio de Likas           | 35 000    |
| Selangor                   | Katsuhito Kinoshi    | Petaling Jaya       | Petaling Jaya              | 25 000    |
| Terengganu                 | Badrul Afzan Razali  | Kuala Terengganu    | Sultan Mizan Zainal Abidin | 50 000    |

## Desarrollo

### Tabla de posiciones
| Pos. | Equipo                     | Pts. | PJ | G | E | P | GF | GC | Dif. | Clasificación 2026-27                      |
| ---- | -------------------------- | ---- | -- | - | - | - | -- | -- | ---- | ------------------------------------------ |
| 1    | Johor Darul Takzim         | 6    | 2  | 2 | 0 | 0 | 8  | 3  | +5   | Fase de liga de la Liga de Campeones Élite |
| 2    | Terengganu                 | 4    | 2  | 1 | 1 | 0 | 5  | 2  | +3   | Fase de grupos de la Liga de Campeones 2   |
| 3    | Kuala Lumpur City          | 4    | 2  | 1 | 1 | 0 | 4  | 1  | +3   |                                            |
| 4    | Kuching City               | 3    | 1  | 1 | 0 | 0 | 4  | 0  | +4   |                                            |
| 5    | Selangor                   | 3    | 2  | 1 | 0 | 1 | 3  | 3  | 0    |                                            |
| 6    | PDRM                       | 2    | 2  | 0 | 2 | 0 | 4  | 4  | 0    |                                            |
| 7    | Melaka                     | 1    | 1  | 0 | 1 | 0 | 1  | 1  | 0    |                                            |
| 8    | Sabah                      | 1    | 1  | 0 | 1 | 0 | 1  | 1  | 0    |                                            |
| 9    | DPMM                       | 1    | 2  | 0 | 1 | 1 | 2  | 5  | −3   |                                            |
| 10   | Inmigration                | 1    | 2  | 0 | 1 | 1 | 1  | 4  | −3   |                                            |
| 11   | Penang                     | 1    | 2  | 0 | 1 | 1 | 1  | 4  | −3   |                                            |
| 12   | Kelantan The Real Warriors | 1    | 2  | 0 | 1 | 1 | 1  | 5  | −4   |                                            |
| 13   | Negeri Sembilan            | 0    | 1  | 0 | 0 | 1 | 3  | 5  | −2   |                                            |

Actualizado a los partidos jugados el 13 de agosto de 2025.
 Fuente: BeSoccer
Criterios de clasificación: Puntos · Enfrentamientos directos · Diferencia de goles · Goles a favor · Puntos fair-play · Play-off.
Notas:
1. ↑  DPMM no puede clasificar a las competiciones continentales debido a que es considerado como un equipo invitado de la liga y no un miembro de pleno derecho.[4]

### Evolución de la clasificación
| Jornada            | 1  | 2  | 3 | 4 | 5 | 6 | 7 | 8 | 9 | 10 | 11 | 12 | 13 | 14 | 15 | 16 | 17 | 18 | 19 | 20 | 21 | 22 | 23 | 24 | 25 | 26 |
| Equipo             |    |    |   |   |   |   |   |   |   |    |    |    |    |    |    |    |    |    |    |    |    |    |    |    |    |    |
| ------------------ | -- | -- | - | - | - | - | - | - | - | -- | -- | -- | -- | -- | -- | -- | -- | -- | -- | -- | -- | -- | -- | -- | -- | -- |
| Johor Darul Takzim | 2  | 1  |   |   |   |   |   |   |   |    |    |    |    |    |    |    |    |    |    |    |    |    |    |    |    |    |
| Terengganu         | 4  | 2  |   |   |   |   |   |   |   |    |    |    |    |    |    |    |    |    |    |    |    |    |    |    |    |    |
| Kuala Lumpur City  | 3  | 3  |   |   |   |   |   |   |   |    |    |    |    |    |    |    |    |    |    |    |    |    |    |    |    |    |
| Kuching City       | 1  | 4  |   |   |   |   |   |   |   |    |    |    |    |    |    |    |    |    |    |    |    |    |    |    |    |    |
| Selangor           | 12 | 5  |   |   |   |   |   |   |   |    |    |    |    |    |    |    |    |    |    |    |    |    |    |    |    |    |
| PDRM               | 6  | 6  |   |   |   |   |   |   |   |    |    |    |    |    |    |    |    |    |    |    |    |    |    |    |    |    |
| Melaka             | 7* | 7* |   |   |   |   |   |   |   |    |    |    |    |    |    |    |    |    |    |    |    |    |    |    |    |    |
| Sabah              | 9* | 8* |   |   |   |   |   |   |   |    |    |    |    |    |    |    |    |    |    |    |    |    |    |    |    |    |
| DPMM               | 5  | 9  |   |   |   |   |   |   |   |    |    |    |    |    |    |    |    |    |    |    |    |    |    |    |    |    |
| Inmigration        | 10 | 10 |   |   |   |   |   |   |   |    |    |    |    |    |    |    |    |    |    |    |    |    |    |    |    |    |
| Penang             | 11 | 11 |   |   |   |   |   |   |   |    |    |    |    |    |    |    |    |    |    |    |    |    |    |    |    |    |
| Kelantan TRW       | 13 | 12 |   |   |   |   |   |   |   |    |    |    |    |    |    |    |    |    |    |    |    |    |    |    |    |    |
| Negeri Sembilan    | 8  | 13 |   |   |   |   |   |   |   |    |    |    |    |    |    |    |    |    |    |    |    |    |    |    |    |    |

- * Equipo con partido pendiente al finalizar la jornada
- #: Indica la posición del equipo en su jornada libre.

### Resultados
| Local \ Visitante          | DPM | INM | JDT | KRW | KUL | KUC | MEL    | NSL | PDR | PEN | SBH | SEL | TER |
| -------------------------- | --- | --- | --- | --- | --- | --- | ------ | --- | --- | --- | --- | --- | --- |
| DPMM                       | —   |     |     |     |     |     |        |     |     |     |     |     |     |
| Inmigration                |     | —   |     |     | 0–3 |     |        |     |     |     |     |     |     |
| Johor Darul Takzim         |     |     | —   |     |     |     |        | 5–3 |     |     |     | 3–0 |     |
| Kelantan The Real Warriors |     | 1–1 |     | —   |     |     |        |     |     |     |     |     |     |
| Kuala Lumpur City          |     |     |     |     | —   |     |        |     |     |     | 1–1 |     |     |
| Kuching City               |     |     |     | 4–0 |     | —   |        |     |     |     |     |     |     |
| Melaka                     |     |     |     |     |     |     | —      |     |     | 1–1 |     |     |     |
| Negeri Sembilan            |     |     |     |     |     |     |        | —   |     |     |     |     |     |
| PDRM                       | 2–2 |     |     |     |     |     |        |     | —   |     |     |     |     |
| Penang                     |     |     |     |     |     |     |        |     |     | —   |     |     | 0–3 |
| Sabah                      |     |     |     |     |     |     | 29 Ago |     |     |     | —   |     |     |
| Selangor                   | 3–0 |     |     |     |     |     |        |     |     |     |     | —   |     |
| Terengganu                 |     |     |     |     |     |     |        |     | 2–2 |     |     |     | —   |